# Craterellus ianthinoxanthus
Chanterelle jaune et violette
Espèce
Craterellus ianthinoxanthus, la Chanterelle jaune et violette, est une espèce de champignons de la famille des Cantharellaceae.

## Description
Cette chanterelle présente un chapeau de 2 à 4 cm de diamètre à bord ondulé ou sinueux. L'hyménium est formé de plis décurrents irréguliers, le pied est conique, plein, blanchâtre ou rosé. La chair du chapeau est blanchâtre. Craterellus ianthinoxanthus peut être confondue avec la Chanterelle noircissante C. melanoxeros, qui s'en distingue par sa chair noircissante, ou avec Cantharellus cibarius var. amethystina, une variété de la Girolle qui présente des tâches violacées sur le dessus du chapeau et un hyménium jaune. 
La chanterelle jaune et violette, qui croît en groupes, à l'été et à l'automne, dans les bois de feuillus ou mixtes, est un bon comestible.

## Synonymes
L'espèce a anciennement été considérée comme une variété de la girolle (Cantharellus cibarius var. ianthinoxanthus Maire, 1911), ou comme une espèce à part entière du genre Cantharellus (Cantharellus ianthinoxanthus (Maire) Kühner, 1947).

## Systématique
Le nom correct complet (avec auteur) de ce taxon est Craterellus ianthinoxanthus (Maire) Pérez-De-Greg., 2000.
Le basionyme de ce taxon est : Cantharellus cibarius var. ianthinoxanthus Maire, 1911
Craterellus ianthinoxanthus a pour synonymes :
- Cantharellus cibarius var. ianthinoxanthus Maire, 1911
- Cantharellus cibarius var. janthinoxanthus Maire (1911), 1911
- Craterellus ianthinoxanthus (Maire) Pérez-De-Greg., 2000